# 賈鶴年 (嘉靖進士)
賈鶴年（1510年—？），字惟仁，順天府薊州平谷縣人，民籍，明朝政治人物。

## 生平
嘉靖十六年（1537年）丁酉科順天鄉試第一百一十二名舉人，二十年（1541年）中式辛丑科會試第一百三十三名，二甲第十四名進士。授戶部主事，二十九年任裕州知州，官至山東東昌府通判。

## 家族
曾祖賈全；祖父賈智，封文林郎知縣；父賈真儒，府通判 進階奉訓大夫。母金氏（封孺人）。具慶下。弟賈鵬年、賈鵾年。